# Good Thunder
Good Thunder és una població dels Estats Units a l'estat de Minnesota. Segons el cens del 2000 tenia 592 habitants.

## Demografia
Segons el cens del 2000, Good Thunder tenia 592 habitants, 217 habitatges, i 161 famílies. La densitat de població era de 362,8 habitants per km².
Dels 217 habitatges en un 43,8% hi vivien nens de menys de 18 anys, en un 63,6% hi vivien parelles casades, en un 8,3% dones solteres, i en un 25,8% no eren unitats familiars. En el 24% dels habitatges hi vivien persones soles el 12% de les quals corresponia a persones de 65 anys o més que vivien soles. El nombre mitjà de persones vivint en cada habitatge era de 2,73 i el nombre mitjà de persones que vivien en cada família era de 3,21.
Per edats la població es repartia de la següent manera: un 32,8% tenia menys de 18 anys, un 8,8% entre 18 i 24, un 31,3% entre 25 i 44, un 16,4% de 45 a 60 i un 10,8% 65 anys o més.
L'edat mediana era de 31 anys. Per cada 100 dones de 18 o més anys hi havia 90,4 homes.
La renda mediana per habitatge era de 42.500 $ i la renda mediana per família de 45.469 $. Els homes tenien una renda mediana de 31.375 $ mentre que les dones 21.146 $. La renda per capita de la població era de 14.524 $. Entorn del 12,4% de les famílies i el 13% de la població estaven per davall del llindar de pobresa.

## Poblacions més properes
El següent diagrama mostra les poblacions més properes.